# Eric Daelman
Eric Daelman (* 21. März 1961 in Niel) ist ein belgischer Artistique-Billardspieler und Welt- und Europameister.

## Karriere
Seinen ersten belgischen Meistertitel gewann er 2006 und ist seither einer der erfolgreichsten Artistique Spieler in Europa und der Welt, was er mit dem Gewinn der Weltmeisterschaft 2009 in der Türkei und der Europameisterschaft 2013 in Brandenburg untermauerte. Neben seinen fünf nationalen Titeln bis 2018 gewann er weiterhin zahlreiche nationale und internationale Turniere.

## Erfolge
- Billard Artistique-Weltmeisterschaft:  2009
- Billard Artistique-Europameisterschaft:  2013  2007, 2009
- Billard Artistique Belgische Meisterschaft:  2006, 2008, 2015, 2017, 2018   2004, 2005, 2007, 2009, 2010, 2011, 2013, 2014